# Битка при Пенде Пигадия
Битката при Пенде Пигадия (на гръцки: Μάχη των Πέντε Πηγαδιών) е битка между Гърция и Османската империя по време на Балканската война.

## Ход на битката
Секторът Епир е второстепенен за гръцкото главно командване, което се фокусира върху операциите на Тесалийската армия под командването на Константинос I в Македония и Солун. Първоначалните гръцки сили в зоната се състоят от около 8000 души от 15-и пехотен полк и пет независими батальона, подкрепяни от 24 полеви оръдия под командването на генерал-лейтенант Константинос Сапундзакис.
Османската империя има на своя страна силната 23-та редовна дивизия и 23-та резервна дивизия. И двете с численост около 7000 души и подкрепени от 32 оръдия под командването на Есад паша.
Малката сила на гръцкото командване не му позволява да тръгне директно срещу град Янина, който е защитаван от силни турски укрепени позиции на връх Бизани със 112 оръдия. По тази причина гръцката армия се ограничава до освобождаването на Превеза на 2 ноември (стар стил 21 октомври) 1912 г. след победата при Никопол предишния ден.
Есад паша установява своята квартира при Пенде Пигадия и започва атака с пет батальона срещу гръцките позиции на 5 ноември (стар стил 23 октомври) 1912. Поради лошото време и ранното падане на сняг, атаката постепенно замира и се ограничава до локални стълкновения, които приключват с оттеглянето на турците седем дни по-късно.

## Резултат
Загубите на гърците се състоят от 26 убити и 222 ранени.